# Liste der Stolpersteine in Hamburg-Poppenbüttel
Die Liste der Stolpersteine in Hamburg-Poppenbüttel enthält alle Stolpersteine, die im Rahmen des gleichnamigen Kunstprojekts von Gunter Demnig in Hamburg-Poppenbüttel verlegt wurden. Mit ihnen soll Opfern des Nationalsozialismus gedacht werden, die in Hamburg-Poppenbüttel lebten und wirkten.
Diese Seite ist Teil der Liste der Stolpersteine in Hamburg, da diese mit insgesamt 7139 (Stand: März 2025) Steinen zu groß würde und deshalb je Stadtteil, in dem Steine verlegt wurden, eine eigene Seite angelegt wurde.
| Adresse                        | Person(en)         | Inschrift mit Ergänzungen | Bilder                              | Anmerkung                                                                                               |
| ------------------------------ | ------------------ | --- | ----------------------------------- | --- |
| Golddistelweg 22 ·             | Gustav Girlich     | Hier wohnte Gustav Girlich Jg. 1914 im Widerstand/SPD verhaftet 6.6.1935 KZ Fuhlsbüttel 1937 Gefängnis Wolfenbüttel entlassen 8.3.1937 | Stolperstein für Gustav Girlich     | Eintrag auf stolpersteine-hamburg.de                                                                    |
| Poppenbüttler Hauptstraße 44 · | Andrzej Szablewski | Hier arbeitete Andrzej Szablewski Jg. 1913 Zwangsarbeit 1940 Gut Hohenbuchen verhaftet 1941 hingerichtet 13.3.1942                     | Stolperstein für Andrzej Szablewski | Eintrag auf stolpersteine-hamburg.de mittig auf dem Parkplatz im inneren Kreis vor der Kita Hohenbuchen |